# Ušata
Ušata (Oblada melanura) pripada obitelji ljuskavki (Sparidae). Ostali hrvatski nazivi za ovu ribu su: oćada, ukjata, crnorep, češalj, mrkulja, ukuljata, ušatka, ušetka, usata, čarnorep, crnošiljac, črnorep, osata, ukuljat, hlamina i ušati crnorep. Jedna je od najčešćih i najbrojnijih riba iz skupine tzv. bijele ribe. 

## Opis
Izduženog je jajolikog oblika, bočno stisnuto. Ima kratka mala usta na kojima je donja čeljust isturena ispred gornje. Oči su joj dosta velike i okrugle. Na tijelu joj se ističe jaka repna peraja. Boje je tamnomodrastosive do smeđaste. Duž bokova ima desetak neupadljivih vodoravnih modrikastocrvenkastih pruga. Donji dio tijela je sivosrebrnaste boje. Na korijenu repne peraje ima crnkasti sedlasti pojas. Dobar je i brz plivač i vrlo pokretljiv. Ušata je usprkos nerazvijenom zubalu i nevelikim ustima izrazita grabežljivica i spada u red vrlo grabežljive ribe. Naraste do 30 cm u duljinu i može postići težinu od 0,60 kg. Prosječni primjerci su teški oko 0,10 kg.
Mrijesti se tijekom lipnja i prve polovice srpnja.

## Rasprostranjenost
Nalazimo je uzduž čitave jadranske obale. Nastanjuje se nad kemenitim i šljunkovitim dnima i dnima obraslim posidonijom, odnosno morskom travom. Ne drži se isključivo dna nego se kreće između dna i površine. Najčešća je na dubinama između 5 do 20 metara, ali zađe i do 70 metara dubine. Voli čisto more pa je rijetko možemo naći u većim lukama. Ne ulazi rado ni u lučice ali se zna naći u njihovoj neposrednoj blizini.
Osim u Jadranskom moru, ušatu nalazimo u čitavom Mediteranu, Crnom moru i istočnom Atlantiku. U Jadranu je učestala u priobalnom moru gotovo svugdje.

## Vanjske poveznice
- Submania - Sparidi  Arhivirana inačica izvorne stranice od 22. veljače 2014. (Wayback Machine) (pristupljeno 6. veljače 2014.)
- Ribolov ušate na Jadranskom moru  Arhivirana inačica izvorne stranice od 22. veljače 2014. (Wayback Machine) (pristupljeno 6. veljače 2014.)

|  | Zajednički poslužitelj ima stranicu o temi Ušata |
|  | Wikivrste imaju podatke o taksonu Ušata          |